# Khaid
Khaid , de son nom complet Sulaimon Shekoni Solomon, est un chanteur,rappeur, auteur-compositeur-interprète nigérian, né le 10 décembre 2004 à S Shibiri-Ojo en État de Lagos,. 

## Carrière

### Ses débuts
Sulaimon Shekoni Solomon est né le 10 décembre 2004 dans la petite ville de Ojo, dans l’État de Lagos, Il a commencé sa carrière musicale dans la rue d’Ojo, Khaid réparer les véhicules pour gagner sa vie pour subvenir aux besoins de sa famille et pouvoir financer sa carrière musicale, Khaid a publié un freestyle viral sur son compte Instagram qui a attiré l'attention du célèbre humoriste Sydney Talker qui lui a proposé un contrat d'enregistrement et l'a présenté au public le 20 janvier 2022 en tant que premier artiste de Sydney's Neville Records,,.

## Discographie

### EP
- Emotions, 2023

### Singles
- ‘’Carry Me Go, 2023
- ‘’Jolie, 2023